# Казнь Людовика XVI
Казнь Людовика XVI на гильотине — одно из центральных событий Французской революции, которое состоялось 21 января 1793 года в 10:22 на площади Революции (бывшей площади Людовика XV, переименованной в 1795 году в площадь Согласия) в Париже. Казнь была произведена Шарлем Анри Сансоном, тогдашним верховным палачом Первой Французской республики, который ранее был королевским палачом при Людовике.
Смерть Людовика, которую часто рассматривают как поворотный момент как во французской, так и в европейской истории, вызвала различную реакцию во всём мире. Для некоторых его смерть от рук бывших подданных символизировала долгожданный конец непрерывного тысячелетнего периода монархии во Франции и истинное начало демократии внутри страны, хотя Людовик не стал последним королём Франции. Другие (даже те, кто поддерживал основные политические реформы) осудили казнь как акт бессмысленного кровопролития и увидели в нём знак того, что Франция погрузилась в состояние жестокого аморального хаоса.
Смерть Людовика придала смелости революционерам во Франции, которые продолжали радикально менять политическую и социальную структуру страны в течение следующих нескольких лет. Через девять месяцев после смерти Людовика его жена Мария-Антуанетта, бывшая королева Франции, была гильотинирована на том же месте.

## Предыстория
После событий 10 августа 1792 года, когда члены Парижской коммуны и федераты штурмом захватили дворец Тюильри, Людовик XVI был заключён в Тампль вместе с остальными членами своей королевской семьи. 21 сентября 1792 года он лишился титула короля Франции после отмены монархии и был обвинён в государственной измене. После судебного разбирательства, в ходе многоступенчатого голосования, продолжавшегося с 15 января 1793 года по 20 января 1793 года, Национальный конвент почти единогласно признал короля виновным в государственной измене; хотя никто не проголосовал за «невиновен», несколько депутатов воздержались. В результате король был приговорён к смерти простым большинством голосов.

## Мотивы казни
Людовик XVI - король Франции, принадлежал к династии Бурбонов. Он считается последним монархом Франции Старого порядка. Во время его правления во Франции началась Великая Французская революция в 1789 году. Сначала он принял конституцию 1791 года, потом отказался от абсолютизма и стал конституционным монархом. Но затем он начал противодействовать революционерам, пытался совершить побег из страны. За это его и казнили. 21 сентября 1792 года он был низложен, представ перед судом Конвента, позже его казнили на гильотине.
Спланированный побег короля и его семьи из страны послужил поводом к обвинению Людовика в заговоре против свободы нации и против общей безопасности государства.

## Накануне казни. Вечер 20 января
Проголосовав за то, чтобы приговорить бывшего короля к смертной казни, Конвент направил в Тампль делегацию для оглашения приговора Людовику. Последний обратился с рядом просьб, в том числе попросил об отсрочке в три дня до исполнения приговора и о последнем свидании с членами своей семьи. Делегаты отказались перенести дату казни.
Последний ужин осуждённого был подан ему около семи вечера. После первой встречи около 8 часов вечера со своим исповедником, ирландским неприсягнувшим священником Генри Эссексом Эджвортом, известным также как аббат де Фирмон, Людовик XVI встретился со своей семьёй. Мария-Антуанетта в сопровождении дочери Марии Терезы, дофина Людовика-Шарля и сестры свергнутого короля Елизаветы. Около 11 часов вечера королевская семья ушла, и Людовик XVI снова встретился со своим исповедником. Он лёг спать примерно в половине первого ночи.

## День казни. 21 января

### Последние часы Людовика XVI в Тампле
Людовик XVI проснулся в 5 часов. Одевшись с помощью своего камердинера Жана-Батиста Клери, он пошёл на встречу с аббатом де Фирмоном, чтобы исповедаться. Он услышал свою последнюю мессу, которую служил Клери, и принял виатикум — последнее причастие. Реквизиты для мессы были предоставлены особым распоряжением властей. По совету де Фирмона Людовик не стал прощаться с семьёй.
В 7 часов он поделился своим последним желанием со священником. Он передал Клери королевскую печать, которую тот должен был вручить дофину, и обручальное кольцо для королевы. Коронационное кольцо он оставил у себя на пальце. Получив последнее благословение священника, он отправился на встречу с Антуаном Жозефом Сантером, командующим гвардией. Во втором дворе вместо обычной повозки его ждала зелёная карета мэра Парижа Никола Шамбона. Он сел в неё со священником, а напротив них сели двое ополченцев. Карета выехала из Тампля примерно в 9 часов.

### Поездка из Тампля на площадь Революции
Утром 21 января было холодно, около 3 °C. Столицу окутал густой туман.
Более часа карета, которой предшествовали барабанщики, пытавшиеся заглушить любые слова поддержки короля, в сопровождении кавалерийского отряда с обнажёнными саблями ехала через Париж по маршруту, вдоль которого стояли 80 тыс. человек с оружием (солдаты Национальной гвардии и санкюлоты). В каждом стратегическом пункте находилось 5 пушек. Такие меры предосторожности были приняты, в том числе, и из-за убийства в ночь с 20 на 21 января Луи Мишеля Лепелетье Сен-Фаржо, депутата Конвента, проголосовавшего за смерть бывшего короля. Парижане в большом количестве собрались как по дороге, так и на месте казни.
В районе Бонн-Нувель, по соседству с современной улицей Клери барон де Бац, сторонник королевской семьи, финансировавший бегство в Варенн, планировал собрать 300 роялистов, которые должны были помочь королю бежать. Людовик должен был спрятаться в доме на улице Клери, принадлежащем графу Марсану. Барон бросился вперёд, крича: «Следуйте за мной, друзья мои, спасём короля!». Но его сообщников разоблачили, и лишь немногие смогли присоединиться к нему. Трое из них были убиты, но де Бацу удалось бежать.
Примерно в 10:15 карета прибыла на площадь Революции и проследовала к месту, где был возведён эшафот, окружённым людьми с ружьями и барабанами, а также толпой с пиками и штыками.

### Казнь
Сначала Людовик XVI отказался разрешить Сансону и его помощникам связать ему руки, но потом смягчился, когда Сансон предложил использовать вместо верёвки свой носовой платок. Подручные палача подстригли ему волосы, сняли ворот рубашки и вместе со священником последовали за ним на эшафот. Там Людовик заявил толпе о своей невиновности и выразил беспокойство за будущее Франции. Он попытался произнести пространную речь, но Сантер отдал приказ бить в барабаны, и из-за барабанной дроби последние слова короля было трудно понять.
Палачи прикрепили его ремнями к скамье гильотины (фр. bascule), поместив его шею в зажим устройства (фр. lunette), чтобы удерживать её на месте, и лезвие быстро обезглавило его. Согласно отчёту одного свидетеля, лезвие не перерезало ему шею, а вместо этого прорезало ему затылок и челюсть. Согласно другому сообщению, потребовалось две попытки, чтобы отделить ему голову от шеи (из-за того, что король был толстым), и он кричал от боли, прежде чем со второй попытки его успешно обезглавили.
Помощник Сансона Грос вытащил отрубленную голову короля из корзины, в которую она упала, и показал её ликующей толпе. По некоторым сведениям, толпа бросилась к эшафоту с платками, чтобы окунуть их в кровь и взять себе на память. Раздавались крики «Да здравствует нация! Да здравствует республика! Да здравствует свобода!» (фр. Vive la Nation! Vive la République! Vive la liberté!), артиллерийский салют, а некоторые начали танцевать фарандолу. Жак Ру, комиссар Парижской коммуны, составил протокол казни.

## Свидетельство о смерти Людовика XVI
Свидетельство о смерти Людовика XVI было составлено 18 марта 1793 года. Оригинал исчез, когда парижские архивы были уничтожены в 1871 году, но его скопировали архивисты:

Понедельник 18 марта 1793 года, второй год Французской Республики.
Свидетельство о смерти Луи КАПЕТА от 21 января, десять часов двадцать две минуты утра; профессия, последний король Франции, тридцать девять лет, уроженец Версаля, приход Нотр-Дам, проживающий в Париже, Тампль; женат на Марии-Антуанетте Австрийской, упомянутый Луи Капет казнён на площади Революции в соответствии с постановлениями Национального конвента пятнадцатого, шестнадцатого и девятнадцатого числа указанного января в присутствии 1° Жан-Антуан Лефевр, заместитель генерального прокурора парижского департамента, и Антуан Моморо, оба члены совета указанного департамента, а также уполномоченные в этой части общего совета того же департамента; 2° Франсуа-Пьер Сале и Франсуа-Жермен Изабо, уполномоченные, назначенные временным исполнительным советом, с целью присутствовать на указанной казни и составить отчёт, что они и сделали; и 3° Жак-Клод Бернар и Жак Ру, оба уполномоченные муниципалитета Парижа, назначенные им для оказания помощи в этой казни; прочитали протокол указанной казни в указанный день 21 января, подписанный Гроувилем, секретарём временного исполнительного совета, направленного сегодня в муниципалитет Парижа по запросу, который ранее был направлен в Министерство внутренних дел, указанный отчет передан в Архив гражданского состояния;
Пьер-Жак Легран, государственный служащий (подпись) Легран.
Оригинальный текст (фр.)Du lundi 18 mars 1793, l'an Second de la République française.
Acte de décès de Louis CAPET, du 21 janvier dernier, dix heures vingt-deux minutes du matin ; profession, dernier Roy des Français, âgé de trente-neuf ans, natif de Versailles, paroisse Notre-Dame, domicilié à Paris, tour du Temple ; marié à Marie-Antoinette d'Autriche, ledit Louis Capet exécuté sur la Place de la Révolution en vertu des décrets de la Convention nationale des quinze, seize et dix-neuf dudit mois de janvier, en présence 1° de Jean-Antoine Lefèvre, suppléant du procureur général sindic du département de Paris, et d'Antoine Momoro, tous deux membres du directoire dudit département et commissaires en cette partie du conseil général du même département ; 2° de François-Pierre Salais et de François-Germain Isabeau, commissaires nommés par le conseil exécutif provisoire, à l'effet d'assister à ladite exécution et d'en dresser procès-verbal, ce qu'ils ont fait ; et 3° de Jacques-Claude Bernard et de Jacques Roux, tous deux commissaires de la municipalité de Paris, nommés par elle pour assister à cette exécution ; vu le procès-verbal de ladite exécution dudit jour 21 janvier dernier, signé Grouville, secrétaire du conseil exécutif provisoire, envoyé aux officiers publics de la municipalité de Paris cejourd'huy, sur la demande qu'ils en avaient précédemment faite au ministère de la justice, ledit procès-verbal déposé aux Archives de l'état civil ;
Pierre-Jacques Legrand, officier public (signé) Le Grand

## Свидетельства очевидцев

### Генри Эссекс Эджворт
Эджворт, ирландский духовник Луи, писал в своих мемуарах:
Дорога, ведущая к эшафоту, была очень неровной и по ней было тяжело идти; король был вынужден опереться на мою руку, и из-за медлительности, с которой он шёл, я на мгновение испугался, что храбрость покинула его; но каково было моё изумление, когда, подойдя к последней ступеньке, я почувствовал, что он внезапно отпустил мою руку, и я увидел, как он твёрдо пересёк всю ширину эшафота; тишина, вижу лишь его взгляд, пятнадцать или двадцать барабанщиков, поставленных напротив меня; и таким громким голосом, что его, должно быть, было слышно на Понт-Турнан, я услышал, как он отчетливо произнес эти памятные слова: «Я умираю невиновным во всех преступлениях, вменяемых мне обвинением; я прощаю тех, кто стал причиной моей смерти; и я молю Бога, чтобы кровь, которую вы собираетесь пролить, более никогда не окропила Францию».

### Сообщения в прессе
В номере от 13 февраля Thermomètre du jour («Ежедневный термометр»), умеренной республиканской газеты, описывалось, как король кричал: «Я пропал!» со ссылкой на палача Шарля-Анри Сансона.

### Шарль-Анри Сансон
Шарль-Анри Сансон ответил на эту историю, предложив свою версию событий в письме от 20 февраля 1793 года. В нём Сансон пишет:
Подойдя к подножию гильотины, Людовик XVI на мгновение взглянул на орудие своей казни и спросил Сансона, почему перестали бить барабаны. Он вышел вперёд, чтобы произнести речь, но раздались крики, призывающие палачей продолжить свою работу. Когда он был привязан, он воскликнул: «Мой народ, я умираю невиновным!». Затем, повернувшись к своим палачам, Людовик XVI заявил: «Господа, я невиновен во всём, в чем меня обвиняют. Я надеюсь, что моя кровь поможет скрепить удачу французов». Лезвие упало. Было 10:22. Один из помощников Сансона показал народу голову Людовика XVI, после чего раздался громкий крик: «Да здравствует нация! Да здравствует Республика!», послышался артиллерийский салют, который достиг ушей заключённой в тюрьму королевской семьи.
В своем письме, опубликованном в Thermomètre в четверг, 21 февраля 1793 года, Сансон подчёркивает, что король «перенёс всё это с хладнокровием и твёрдостью, которые всех нас удивили. Я по-прежнему убеждён, что эту твёрдость он черпал из принципов религии, которыми он проникся и в которых был убеждён, как никто другой».

### Анри Сансон
В своих causerie (небольших фельетонах) Александр Дюма ссылается на встречу примерно в 1830 году с Анри Сансоном, старшим сыном Шарля-Анри Сансона, который также присутствовал при казни.
— Итак, вы говорили, что чего-то хотите, месье Дюма?
— Вы знаете, как многим драматургам нужна точная информация, мсье Сансон. Возможно, настанет момент, когда я выведу Людовика XVI на сцену. Как много правды в истории о схватке между ним и помощниками вашего отца у подножия эшафота?
— О, я могу вам это рассказать, месье, я был там.
— Я знаю, поэтому я спрашиваю именно тебя.

— Что ж, послушайте. Короля отвезли на эшафот в его собственной карете, его руки были свободны. У подножия эшафота мы решили связать ему руки, но не потому, что боялись, что он захочет защищаться, а потому, что мы думали, что он может непроизвольным движением испортить казнь или сделать её более болезненной. Итак, один помощник ждал с веревкой, а другой сказал ему: «Надо связать тебе руки». Услышав эти слова, при неожиданном виде веревки Людовик XVI невольно сделал жест отвращения: «Никогда! — воскликнул он, — никогда!» и оттолкнул человека, держащего веревку. Трое других помощников, полагая, что борьба неизбежна, ринулись вперед. Таково объяснение момента замешательства, как его поняли историки. Именно тогда мой отец подошёл и сказал — самым уважительным голосом, который только можно вообразить: «Платком, сир». При слове «сир», которое он так долго не слышал, Людовик XVI вздрогнул, и в тот же момент его духовник произнёс ему несколько слов из экипажа, и тогда Людовик сказал: «Да будет так, мой Бог!» и протянул руки.
Анри Сансон был назначен палачом Парижа с апреля 1793 года, а позже казнил Марию-Антуанетту.

### Лебуше
В разговоре с Виктором Гюго в 1840 году человек по имени Лебуше, прибывший в Париж из Буржа в декабре 1792 года и присутствовавший при казни Людовика XVI, вспоминал:
Вот некоторые неизвестные подробности. Палачей было четверо; только двое исполняли казнь; третий стоял у подножия лестницы, а четвёртый — в фургоне, который должен был доставить тело короля на кладбище Мадлен и который ждал в нескольких футах от эшафота.
Палачи носили бриджи, пальто во французском стиле, как это стало модно после революции, и треугольные шляпы с огромными трёхцветными кокардами.

Они казнили короля в шляпах, и, не снимая шляпы, Самсон [sic], схватив за волосы отрубленную голову Людовика XVI, показал её толпе, и на несколько мгновений позволил крови капать на эшафот.

## Жак де Моле
Популярная, но апокрифическая легенда гласит, что как только нож гильотины упал, неизвестный масон вскочил на эшафот, погрузил руку в кровь, брызнул её каплями на корону и крикнул: «Jacques de Molay, tu es vengé!» (обычно переводится как «Жак де Моле, ты отомщён!»). Де Моле (умер в 1314 году), последний великий магистр тамплиеров, как сообщается, проклял предка Людовика Филиппа Прекрасного после того, как тот приговорил его к сожжению на костре на основании ложных признаний. История получила широкое распространение, и эта фраза используется до сих пор, чтобы указать на победу разума и логики над «религиозными суевериями».

## Последствия
Последствиями казни стало то что европейские монархи всерьёз обеспокоились ситуацией во Франции, боясь быть свергнутым и убитыми. Была сформирована коалиция для восстановления старого порядка, которая начала войны сначала с революционной, а затем и наполеоновской Францией.

## Похороны на кладбище Мадлен
Тело Людовика XVI было немедленно перевезено в старую церковь Мадлен (снесённую в 1799 году), поскольку действующее законодательство запрещало захоронение его останков рядом с останками его отца, дофина Людовика Фердинанда, в Сансе. Два священника, присягнувшие Революции, провели в церкви короткую поминальную службу. Один из них, Дамуро, писал:
По прибытии на кладбище я призвал к тишине. Отряд жандармов показал нам тело. Оно было одето в белый жилет, серые шёлковые бриджи и соответствующие чулки. Мы отслужили вечерню и заупокойную. Во исполнение указа тело, лежащее в открытом гробу, было брошено на слой негашёной извести на дне ямы и засыпано землей, тщательно утрамбованной. Голова Людовика XVI была положена к его ногам.
21 января 1815 года останки Людовика XVI и его жены были перезахоронены в базилике аббатства Сен-Дени, где в 1816 году его брат, король Людовик XVIII, установил надгробный памятник работы Эдма Голля.

## В наши дни
Место, где были похоронены Людовик XVI, а позже (16 октября 1793 года) Мария-Антуанетта, на кладбище Святой Марии Магдалины, сегодня расположено в «Сквере Людовика XVI», в котором находится классическая Часовня покаяния, построенная в 1826 году во время правления младшего брата Людовика Карла X. Алтарь возвышается над тем местом, где изначально были захоронены останки королевской четы. Часовня чудом избежала разрушения по политико-идеологическим причинам во время яростно антиклерикального периода в начале 20 века.
Каждый год 21 января в память о смерти короля Людовика XVI проводятся католические мессы.
Ежегодно проводятся также «Клуб головы телёнка» — республиканские банкеты, посвященные казни Людовика XVI в форме дегустации головы теленка. Уже начиная с 1794 года республиканские банкеты отмечали конец божественного права монархии, при этом использовалась свиная голова, что намекало на «короля свиней» — образ, в котором Людовик XVI часто появлялся в революционных карикатурах. После 1847 года, вдохновлённые английским обычаем, республиканцы заменили блюдо из свинины на голову телёнка. Запрещение такого банкета стало спусковым крючком для революции 1848 года во Франции.